# Казаново
Казаново (на гръцки: Κοτύλη, Котили, до 1928 година Καζάνοβο, Казаново, катаревуса Καζάνοβον, Казановон) е село в Гърция, дем Пеония, област Кукуш с 40 души население (2001).

## География
Селото е разположено на около 8 километра югоизточно от град Ругуновец (Поликастро).

## История

### В Османската империя
В „Етнография на вилаетите Адрианопол, Монастир и Салоника“, издадена в Константинопол в 1878 година и отразяваща статистиката на населението от 1873 година, Казаново (Cazanovo) е посочено като селище в каза Аврет Хисар (Кукуш) с 40 домакинства, като жителите му са 1848 българи.
Между 1896 и 1900 година селото преминава под върховенството на Българската екзархия. По данни на секретаря на Екзархията Димитър Мишев („La Macédoine et sa Population Chrétienne“) в 1905 година Казаново (Kazanovo) е село в Кукушка каза с 240 души българи екзархисти като в него функционира българско училище.
При избухването на Балканската война в 1912 година трима души от Казаново са доброволци в Македоно-одринското опълчение.

### В Гърция
След Междусъюзническата война в 1913 година селото остава в Гърция.
В 1987 година църквата „Св. св. Константин и Елена“ в Казаново, която е от ΧΙΧ век, е обявена за защитен паметник.

## Личности
Родени в Казаново
- Вангел Делев Карталов Казански (1860 – след 1943), български революционер
- Гоце Запрев (Запров, Вапров, 1884/1885 – ?), македоно-одрински опълченец, Кукушка чета, 2 рота на 14 воденска дружина[7]
- Йордан Христов (1885 – ?), македоно-одрински опълченец, Кукушка чета, 14 воденска дружина[8]
- Мицо Колев (Кольов, 1879 – ?), македоно-одрински опълченец, Кукушка чета, 4 рота на 14 воденска дружина[9]
- Яне Казански (Казановлия), български революционер, деец на ВМОРО
- Яно Георгиев, български революционер от ВМОРО, четник на Аргир Манасиев[10]